# John Parker (capitaine)
Pour les articles homonymes, voir John Parker (homonymie) et Parker.
Pour les articles homonymes, voir John Parker et Parker.
John Parker, né le 13 juillet 1729 et mort le 17 septembre 1775 à Lexington, est un patriote et milicien américain.

## Biographie
Fermier, il a commandé la milice de Lexington aux batailles de Lexington et Concord.

## Citation
« Stand your ground. Don't fire unless fired upon, but if they mean to have a war, let it begin here. »
« Tenez bon. Ne tirez que s'il tirent les premiers, mais s'ils veulent la guerre, qu'elle commence ici. »